# モンタルト・パヴェーゼ
モンタルト・パヴェーゼ（伊: Montalto Pavese）は、イタリア共和国ロンバルディア州パヴィーア県にある、人口約900人の基礎自治体（コムーネ）。

## 地理

### 位置・広がり

#### 隣接コムーネ
隣接するコムーネは以下の通り。
- ボルゴ・プリオーロ
- ボルゴラット・モルモローロ
- カルヴィニャーノ
- コッリ・ヴェルディ (ルイーノ)
- リーリオ
- モンテカルヴォ・ヴェルシッジャ
- モルニーコ・ロザーナ
- オリーヴァ・ジェッシ
- ピエトラ・デ・ジョルジ
- ロッカ・デ・ジョルジ

### 気候分類・地震分類
気候分類では、zona F, 3138 GGに分類される。
また、イタリアの地震リスク階級 (it) では、zona 3 (sismicità bassa) に分類される
。

## 行政

### 分離集落
モンタルト・パヴェーゼには、以下の分離集落（フラツィオーネ）がある。
- Bosco della Chiesa, Cà del Fosso, Casa Madama, Cella, Costa Gallotti, Costaiola, Dònega, Finigeto, Fornacetta, Molgheto, Pezzolo, Villa Illibardi